# Sarracenia areolata
Sarracenia areolata är en flugtrumpetväxtart som först beskrevs av Macfarlane, och fick sitt nu gällande namn av S. Bell. Sarracenia areolata ingår i släktet flugtrumpeter, och familjen flugtrumpetväxter. Inga underarter finns listade i Catalogue of Life.